# 송현찬
송현찬은 대한민국의 희극인, 배우이다.

## 방송
- 토정로맨스(2021)
- 고디바SHOW(2021) - 최종 생존
- 체크인 한양(2024)

## 영화
- 사진학개론(2017)
- 연출부(2021)
- 지구에서의 휴가(2025)